# Air Volga
Air Volga bzw. AirVolga war eine russische Fluggesellschaft, die von Wolgograd aus Passagierflüge und Charterflüge durchführte.

## Geschichte
Air Volga ging aus einem Teil der Fluggesellschaft Aeroflot hervor, welche 1992 aufgeteilt worden war. Zunächst hieß das Unternehmen Volga Airlines bzw. Awiakompanija Wolga (russisch Авиакомпания Волга), ab 1998 Wolga-Awiaexpress (russisch Волга-Авиаэкспресс) bzw. Wolga Awiaexpress (russisch Волга Авиаэкспресс, englisch Volga Aviaexpress), dann ab 24. November 2008 Air Volga bzw. AirVolga. Februar 2009 wurde die Bombardier CRJ200 das erste im Westen gebaute Flugzeug, welches von Air Volga betrieben wurde. Nach den ursprünglichen 50-sitzigen Bombardier Flugzeugen kamen nochmals vier Bombardier CRJ200 im November dieses Jahres hinzu. Am 1. April 2010 erklärte sich das Unternehmen für bankrott. Der Name wurde von RusLine erworben, genauso wie das Streckennetz und die CRJ200-Flotte. Zurzeit wird der Name Air Volga für die regionalen Flüge von RusLine verwendet.

## Flugziele
Air Volga bediente hauptsächlich Ziele in Russland, wie Sotschi (saisonal) und Sankt Petersburg, aber auch Ziele in benachbarten Ländern wie Armenien, Aserbaidschan, Kasachstan und saisonal auch Urlaubsziele in der Türkei wie Antalya, Bodrum und Dalaman.

## Flotte
Über die Jahre wurden folgende Flugzeuge betrieben:
| Flugzeug          | Anzahl |
| ----------------- | ------ |
| Antonow An-2      | 1      |
| Bombardier CRJ200 | 6      |
| Tupolew Tu-134    | 8      |
| Jakowlew Jak-40   | 11     |
| Jakowlew Jak-42   | 17     |

## Zwischenfälle
- Am 25. Januar 1995 verunglückte eine Jakowlew Jak-40 (registriert als RA-87464) der Volga Airlines, als sie bei der Landung am Flughafen Rostow am Don über die Landebahn hinaus schoss und daraufhin mit einer Betonwand kollidierte. Alle 10 Passagiere und 4 Besatzungsmitglieder überlebten den Unfall, jedoch erlitt das Flugzeug einen Totalschaden. Der Unfall wurde später auf einen Pilotenfehler zurückgeführt.
- Am 2. Juni 1995 starben alle 12 Insassen an Bord der Antonow An-2 (registriert als CCCP-68142) der Volga Airlines, als das Flugzeug in schlechten Wetterverhältnissen nahe Wolgograd abstürzte.[5]
- Am 24. August 2004 wurde eine Tupolew Tu-134 (registriert als RA-65080) der Wolga-Awiaexpress auf dem Flug von Moskau nach Wolgograd durch Sprengsätze zum Absturz nahe Oblast Tula gebracht. Alle 44 Insassen starben. Der Anschlag, auch bekannt unter den Anschlägen am 24. August 2004, wurde von einer Selbstmordattentäterin durchgeführt.[6]